# John Hawkins
För andra betydelser, se John Hawkins (olika betydelser).

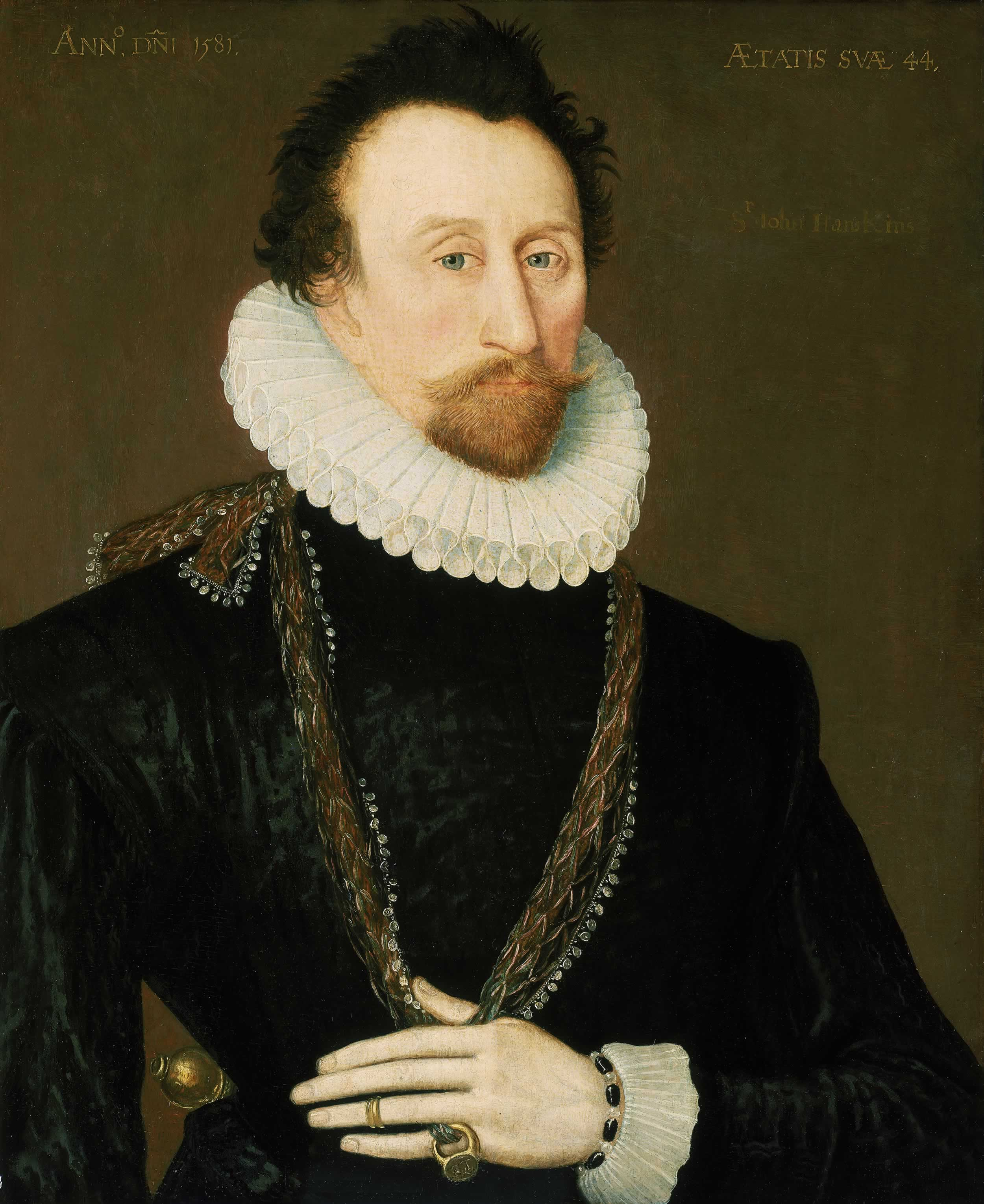
John Hawkins.

John Hawkins (eller Hawkyns), född 1532 i Plymouth, död den 12 november 1595 till sjöss, var en engelsk amiral. 
Han hade emellertid flera olika tjänster under sin tid. Han var skeppsbyggare, tjänsteman och befälhavare vid marindepartementet, köpman, navigatör och slavhandlare. Som kassaförvaltare (1577) och kontrollör (1589) av "the Royal Navy", byggde han om äldre skepp och bidrog till att utforma de snabbare fartygen som stod emot den Spanska armadan 1588.
Senare blev han upphovsman till sjöblockaden för att hejda de spanska skeppen. Han var en av de främsta sjöofficerarna i England på 1500-talet och ledararkitekt för "the Elizabethan Navy". Under striden 1588 då den spanska armadan var besegrad, tjänstgjorde Hawkins som viceamiral och adlades för sin roll..
Johns far William var rådgivare till Henrik VIII av England och en av sin tids viktigaste kaptener i England.
John Lok var den förste engelsman som tog in fem afrikanska slavar till landet år 1555. En annan handlare som smugglade slavar var William Towerson, vars flotta seglade från Afrika till Plymouth år 1556 och från Plymouth år 1557. Trots Loks och Towersons bedrifter anses John Hawkins av Plymouth vara pionjär för den engelska slavhandeln, eftersom han var den förste som använde sig av Triangelhandeln och gjorde en vinst vid varje stopp.

## Tre resor under sju år
John Hawkins bildade ett syndikat av förmögna köpmän till investeringar i slavhandeln. År 1562 seglade han iväg med tre skepp till Västindien via Sierra Leone. De kapade ett portugisiskt slavskepp och sålde de 301 slavarna i Västindien. Trots att de hade två skepp som var beslagtagna av spanska myndigheter sålde han slavarna i Santo Domingo, och gjorde vinst åt sina investerare i London. Hans resa medförde att spanjorerna förbjöd alla engelska skepp att bedriva handel med sina västindiska kolonier. År 1563 tog John Hawkins med de första afrikanska slavarna både till Västindien och till Sydamerika.[2]
Den andra resan var ännu mer framgångsrik. År 1564 samarbetade drottning Elisabet I med Hawkins genom att låna honom ett stort, gammalt, 700 ton tungt skepp vid namn Jesus of Lübeck, och han satte kurs för sin andra längre och mer omfattande resa tillsammans med tre andra mindre skepp. Hawkins seglade till Borburata och kapade fler skepp längs vägen. När han nådde Borburata fångade han cirka 400 afrikaner. Efter Borburata seglade Hawkins till Rio de la Hacha. De spanska tjänstemännen försökte hindra Hawkins från att sälja slavarna genom att införa skatter. Kapten Hawkins vägrade att betala skatterna och hotade att bränna ner städerna. Efter att han sålt sina slavar, seglade kapten Hawkins till en fransk koloni i Florida för respit. Kapten Hawkins återvände till England i september år 1566. Hans expedition hade varit mycket lyckad, då hans investerare fick en förtjänst på 60%.
Hans tredje resa började år 1567. Hawkins hade fått många fler slavar, och även utökat sin last genom att beslagta det portugisiska slavskeppet Madre de Deus (Guds moder) och dess mänskliga last. Han tog ungefär 400 slavar över Atlanten på sin tredje resa. Vid San Juan de Ulúa (i nuvarande Vera Cruz) stötte han på en stark, spansk styrka som förde den nya vicekungen till kolonin där. I det efterföljande slaget vid San Juan de Ulúa undgick endast två av de engelska fartygen förstörelse, och Hawkins resa hem var olycklig. Fastän hans tre första resor till hälften var rena piratfärder, så var drottning Elisabet I i behov av pengar och såg piraterna som kämpar för hennes strider på egen bekostnad och risk.
Hawkins skulle skriva om detaljer i sin tredje resa i An Alliance to Raid for Slaves. Han skriver om hur handel och plundringståg låg nära varandra i den engelska slavhandeln och hur Europas framgång i slavhandeln var direkt beroende av afrikanska allierade som var villiga att samarbeta. Han skriver också om våldet han och hans män använder och uppmuntras för att säkra sina fångar. Bokens titel tydliggör grunden för hans metod.

## 1570-1587
Hawkins, som var en del av regeringens organisation för kontraspionage, låtsades att vara en del av Ridolfikomplotten, som gick ut på att ta livet av drottning Elisabet 1571. Genom att få Spaniens ambassadörs förtroende fick han reda på detaljerna om konspirationen och anmälde den till regeringen, så att de kunde fängsla konspiratörerna. Han erbjöd sedan sina tjänster till spanjorerna, och sade att han kunde utverka fångarnas befrielse, och upptäcka planer för den föreslagna spanska invasionen av England. Hans hjälp belönades, och år 1571 gick Hawkins in i parlamentet för att bli riksdagsledamot. 1 januari 1578 fick han uppdraget att bli kassör för Royal Navy efter Benjamin Gonson, som också var Hawkins svärfar. Hawkins hade gift sig med Katherine Gonson 1567. Hans förbättringar av flottans ekonomi gjorde många med särintressen upprörda, och under 1582 anklagade hans medtävlare William Wynter honom för administrativt myndighetsmissbruk, och lät initiera en Royal Commision om bedrägerier mot honom.
Kommissionen, under lord Burghley, sir Francis Walsingham och sir Francis Drake drog slutsatsen att det inte förekommit någon otillbörlig korruption och att drottningens flotta var i prima skick. John Hawkins var fast besluten att hans flotta, som nu hade den bästa uppsättningen fartyg i världen, även skulle ha den bästa kvalitén på sjömän, och vann en löneförhöjning för seglare på en framställan, med argumentet att ett mindre antal väl motiverade och bättre betalda män skulle åstadkomma betydligt mer än en större grupp ointresserade män. Hawkins gjorde stora framsteg inom fartygskonstruktion och montering. Han är mindre känd för sin uppfinningsrikedom som skeppsbyggare, och det var hans idé att lägga till Caulkers arbete som pricken över i. Höljet på undersidan av hans skepp försågs med ett skal av spikade almplankor förseglat med en kombination av beck och hår utsmetad över botten av bjälkarna, som ett skydd mot maskar som kunde angripa ett fartyg i tropiska hav. Hawkins införde också löstagbara stänger som kunde hissas och användas vid fint väder och stuvas undan i sjögång.

## Spanska armadan

Sir John Hawkins' vapensköld.

Hawkins innovativa åtgärder gjorde de nya engelska skeppen snabbare och mer lättmanövrerade. Skeppen var längre i förhållande till bredden (ungefär tre gånger längre) och med reducerade forecastles och sterncastles. 1588 blev de satta på prov mot den spanska armadan, även kallad för den "oövervinneliga armadan". Armadan bestod av en stor flotta ekskepp som den spanske kungen Filip II lät bygga. Hawkins var konteramiral, en av tre av de främsta befälhavarna i den engelska flottan mot Armadan, tillsammans med sir Francis Drake och Martin Frobisher. Hawkins flaggskepp var Victory. Det är möjligt att Hawkins organiserade brandbåtsattacker mot Calais. För sin roll i det stora sjöslaget blev han senare dubbad till riddare. 
Efter att man besegrat armadan, propagerade Hawkins för att man skulle beslagta Filip II:s rikedomar som spanska flottan var på väg med från kolonierna, för att förhindra spanjorerna från att upprusta. 1589 seglade Hawkins med före detta lärlingen Francis Drake på en enorm, militär operation, den så kallade Drake-Norris-expeditionen. Ett mål var att försöka fånga den spanska flottan som fraktade skatten. Resan misslyckades, men idén ledde till att många engelska pirater försökte göra samma sak. År 1590 skapade Drake och Hawkins en välgörenhetsfond för att hjälpa sjuka och äldre sjömän. Medlen möjliggjorde att man kunde bygga ett sjukhus år 1592, och 1594 byggde man ett till, Sir John Hawkins’ Hospital. Fonden finns än idag.
På senare tid har det visat sig att den spanska armadan hade brist på standardiserad ammunition och vapen. Det kan ha varit en av orsakerna till att armadan misslyckades, eller hade problem, med att genomföra sina mål.

## Potatis, tobak och hajar
Potatis importerades för första gången till England (och troligen Irland) antingen 1563 eller 1565 (källorna varierar ) av Hawkins.
Vissa forskare tror även att det var John Hawkins som introducerade tobak till England. Vissa källor säger att det var år 1569, andra säger 1564. Det senare är mer troligt, då han nämner "Ltobaccoj" (vilket betyder tobak) i sina journaler på sin andra resa.
Oxford English Dictionary konstaterar att ordet haj tycks ha införts av Hawkins besättning, som fångade en haj och tog den tillbaka till London och visade upp den. Året var 1569. Man har nyligen föreslagit att ordet har sitt ursprung i ordet xoc, vilket betyder "fisk" på mayan, ett språk man använder i Yucatán.

## Död
År 1595 gjorde han sin kusin sir Francis Drake sällskap på en skattjakt till Västindien, som inbegrep två misslyckade attacker på San Juan. Under resans gång blev båda två sjuka. Hawkins dog till sjöss utanför Puerto Rico. Drake dog på grund av sin sjukdom, antagligen av dysenteri, den 27 februari och blev begraven till sjöss någonstans utanför Porto Belo. Hawkins efterträddes av sin son sir Richard Hawkins.
Hawkins blev uppmärksammad igen i juni 2006, nästan fyra och ett halvt sekel efter sin död, när hans ättling Andrew Hawkins bad om ursäkt för sin förfaders deltagande i slavhandeln.